# Jakob Böhme
Jakob Böhme, nemški filozof, krščanski mistik in protestantski teolog, * 24. april 1575, Alt Seidenberg, Kraljevina Češka (danes Stary Zawidow, Poljska), † 17. november 1624, Görlitz, Nemčija.
Vplival je na intelektualna gibanja nemškega idealizma in romantike. Hegel ga je v svoji Zgodovini filozofije označil kot "prvega nemškega filozofa".

## Življenje

### Družina
Böhme se je rodil leta 1575, ob koncu reformacije. Njegov oče, George Wissen, razmeroma premožen kmet, je bil luteran, ki je svoja verska načela prenesel na svojih pet otrok. Leta 1599 se je poročil s Katarino, hčerko Hansa Kuntzschmanna, mesarja iz Görlitza, s katero si je ustvaril družino s štirimi sinovi in dvema hčerkama.

### Šolanje
Pri 14 letih ga je oče poslal v Seidenberg, kjer je postal vajenec čevljarja. Živel je z nekrščansko družino, kar je bilo za tedanje čase sporno. Redno je bral Biblijo in molil, prav tako pa je bral Paracelzijeve, Weigelove in Schwenckfeldove knjige, a vseeno ni imel nobene izobrazbe. Vajeništvo je zaključil po treh letih.

## Pisanje
Böhme je imel v svoji mladosti številne mistične izkušnje. Svoj višek je doživel z vizijo leta 1600, ko je nekega dne preusmeril pozornost na izjemno lepoto snopa svetlobe, ki se je odbijal od posode. Verjel je, da mu je ta vizija razkrila razmerje med Bogom in človekom ter dobrim in zlim.
Leta 1610 je ponovno doživel vizijo, s katero je spoznal enotnost vesolja in ugotovil, da ima posebno božje poslanstvo. Po mnogih podobnih izkušnjah je začel pisati. Napisal je razpravljalno knjigo Aurora ali Die Morgenroete im Aufgang. Njegov rokopis je prišel v roke lokalnega pastorja Gregoriousa Richterja, ki jo je označil kot krivoversko in mu grozil z izgnanstvom pod pogojem, da pisanje nadaljuje. Po petih letih je ponovno začel pisati, tokat na skrivaj. V tem času je napisal deli De Signatura Rerum in Misterium Magnum. Leta 1623 je objavil delo Weg zu Christo, čemur je sledil škandal, ki je povzročil Böhmejevo izgnanstvo. Nato je eno leto živel v Dresdenu, kjer je leta 1624 hudo zbolel in se zato vrnil v Görlitz, kjer je istega leta tudi umrl. Njegove zadnje besede so bile, »Nun fahre ich hin ins Paradies.«, (slov. »Zdaj grem naprej v raj.«).

## Teologija
Glavne teme njegovega pisanja so bile greh, zlo in odrešitev. V skladu z luteranskimi načeli je Böhme pridigal, da je človečnost božanske miline prešla na raven grehov in trpljenja ter da je božji načrt vrniti svetu milost.
Trdil je, da je »Padec« nujno potreben za evolucijski razvoj vesolja. Zagovarjal je teorijo, da mora človek v življenju najprej skozi pekel, da se lahko nato poveže z Bogom. Slednji obstaja brez časa in prostora ter živi v večnosti. Kljub temu pa nikoli ni trdil, da Bog vidi zlo kot nujno, da iz posameznika izvabi najboljše. Bog-Oče je ogenj, ki po Böhmejevem mnenju rodi Sina. Ta naj bi predstavljal svetlobo. Sveti Duh je življenjsko načelo ali božje življenje. 
V delu Aurora je različne značilnosti oz. lastnosti, planete in temperamente povezal v sedem kategorij:
1. suho - Saturn - melanholik, moč smrti
2. sladko - Jupiter - sangvinik, blag vir življenja
3. grenko - Mars - kolerik, uničujoč vir življenja
4. ogenj - Sonce/Luna - flegmatik, šibko, medlo
5. ljubezen - Venera - ljubezen do življenja, duhovna preroditev
6. zvok - Merkur - strastna duša, razsvetlitev
7. telo - Zemlja - skupek sil v pričakovanju preporoda

V delu De Tribus Principiis je združil zgoraj navedenih sedem načel v Trojico:
- 'Temni' svet Očeta (1-3)
- 'Svetli' svet Svetega Duha (5-7)
- 'Naš' svet Satana in Jezusa Kristusa (4)

## Kozmologija
Böhme je trdil, da je za razvoj stvarjenja v prenovljeno stanje harmonije, ki je bolj izpopolnjeno kot njegovo prvotno stanje nedolžnosti, potrebna vrnitev človeštva k Bogu. Svobodna volja je najpomembnejše darilo Boga človeštvu, ki nam omogoča iskanje božje miline, hkrati pa nam dopušča, da ostanemo zvesti sami sebi. 
Utelešenje Jezusa je videl kot dar ljubezni človeštvu in ne kot žrtvovanje v zameno za človeške grehe, kar pomeni, da je Bog trpljenje, povezano s stvarjenjem sveta, prevzel na svoja pleča. Prav tako je verjel, da ponovno rojstvo Jezusa Kristusa pomeni možnost prenovljenega stanja harmonije.

### Dela
Glavna tema Böhmejevih idej je bil odnos med večno enotnostjo Boga in številčnostjo kozmosa. Predlagal je, da se Bog samega sebe ne zaveda in se razkriva samo skozi svoje kreacije. Samo razodetje namiguje na to, da morata obstajati dve bitji, oseba (Bog), ki opazuje, in predmet (ustvarjen svet), ki je opazovan.
Vsa Böhmejeva dela, dvaintrideset knjig in razprav, večinoma napisanih v zadnjih štirih letih njegovega življenja, in dvainšestdeset pisem, so bila prvič natisnjena leta 1730. Vključujejo njegove prve nedokončane rokopise, Aurora, Weg zu Christo, Antworten auf die vierzig Fragen der Seele in Mysterium Magnum.
AuroraDie Morgenroete im Aufgang (1612)
To delo predstavlja Böhmejevo versko izkušnjo, katere ne izraža le na duhovni stopnji, temveč skozi zvočne sestave jezikovnega izražanja pri bralcu vzbudi občutek za naravo in razvoj živih bitij.
De Signatura Rerum (1622)
Böhme razpravlja o osnovnih zakonih magije in njenih značilnostih ter kako ti zakoni medsebojno vplivajo drug na drugega. Po njegovem mnenju ima vsak predmet v vesolju svoj pomen.
Misterium Magnum (1623)
Delo je obrazložitev prve Mojzesove knjige Geneze. Dotika se znakov in odkritja božjega sveta skozi tri načela božjega bistva in stvarjenja.
Weg zu Christo (1622-1624)
V tem delu nam znani mistik iz evangeličanskega območja na najkrajši možni način povzame krščansko mistik
Ostala dela:
- 1619: De tribus principiis (Beschreibung der drei Prinzipien göttlichen Wesens)
- 1620: De triplici vita hominis (Von dem Dreyfachen Leben des Menschen)
- 1620: Psychologica vera (Vierzig Fragen von der Seelen)
- 1620: De incarnatione verbi (Von der Menschwerdung Jesu Christi)
- 1620: Sex puncta theosophica (Von sechs Theosophischen Puncten)
- 1620: Sex puncta mystica (Kurze Erklärung Sechs Mystischer Puncte)
- 1620: Mysterium pansophicum (Gründlicher Bericht von dem Irdischen und Himmlischen Mysterio)
- 1620: Informatorium novissimorum (Unterricht von den letzten Zeiten an P. Kaym)
- 1621: Libri apologetici (Schutz-Schriften wider Balthasar Tilken)
- 1621: Antistifelius (Bedenken über Esaiä Stiefels Büchlein)
- 1622: Ingleich Vom Irrtum der Secten Esaiä und Zechiel Meths
- 1623: De electione gratiae (Von der Gnaden-Wahl)
- 1623: De testamentis Christi (Von Christi Testamenten)
- 1624: Quaestiones theosophicae (Betrachtung Göttlicher Offenbarung)
- 1624: Tabulae principorium (Tafeln von den Dreyen Pricipien Göttlicher Offenbarung)
- 1624: Apologia contra Gregorium Richter (Schutz-Rede wider Richter)
- 1624: Libellus apologeticus (Schriftliche Verantwortung an E. E. Rath zu Görlitz)
- 1624: Clavis (Schlüssel, das ist Eine Erklärung der vornehmsten Puncten und Wörter, welche in diesen Schriften gebraucht werden)
- 1618–1624: Epistolae theosophicae (Theosophische Send-Briefe)
- 1682: Werkausgaben

## Dela v slovenščini
Nobeno Böhmejevo delo ni prevedeno v slovenščino, vendar je omenjen v naslednjih člankih:
(COBISS)
(COBISS)
(COBISS)
(COBISS)
(COBISS)
(COBISS)